# François Schubert
François Schubert nascut Franz Anton Schubert (Dresden, 22 de juliol de 1808 - 12 d'abril de 1878) fou un violinista i compositor alemany del Romanticisme. Fou deixeble de L. Hasse i després d'A. Lafont a París. El 1837 ocupà la plaça de violí sol i director suplent de la Capella Reial a Dresden, primer com auxiliar i després com executiu, jubilant-se el 1873. Entre les seves composicions hi figuren estudis per a violí; una fantasia per a violí i orquestra; un duo per a violí i piano; Concertante per a violí i violoncel. Entre els seus alumnes tingué a la princesa Amàlia de Saxònia.
El 12 de juliol de 1837 Schubert es casà amb la soprano Maschinka Schneider, el matrimoni tingué una filla; la futura actriu Georgine Schubert.